# Rezina
Rezina är en distriktshuvudort i Moldavien. Den ligger i distriktet Rezina, i den nordöstra delen av landet, väster om floden Dnestr. Rezina ligger 138 meter över havet och antalet invånare är 9 806.
Terrängen runt Rezina är varierad. Trakten runt Rezina består till största delen av jordbruksmark.